# Dobrudschatatarische Sprache
Die dobrudschatatarische Sprache (tatarşa, tatar tílí) ist die Sprache der Tataren in der Dobrudscha und im Budschak (daher auch Budschaktatarisch). Die Sprache besteht aus den krimtatarischen und nogaischen Dialekten, aber trotzdem haben die Dialekte keine großen Unterschiede, weswegen die Dialekte auch als eine Sprache gesehen werden. Es ist eine Turksprache aus dem kiptschakischen Zweig und in der Kiptschak-Nogai-Untergruppe. Daher ist die Sprache mit dem Kasachischen verwandt. Die Sprache enthält auch viele Lehnwörter aus dem Rumänischen.

## Alphabet

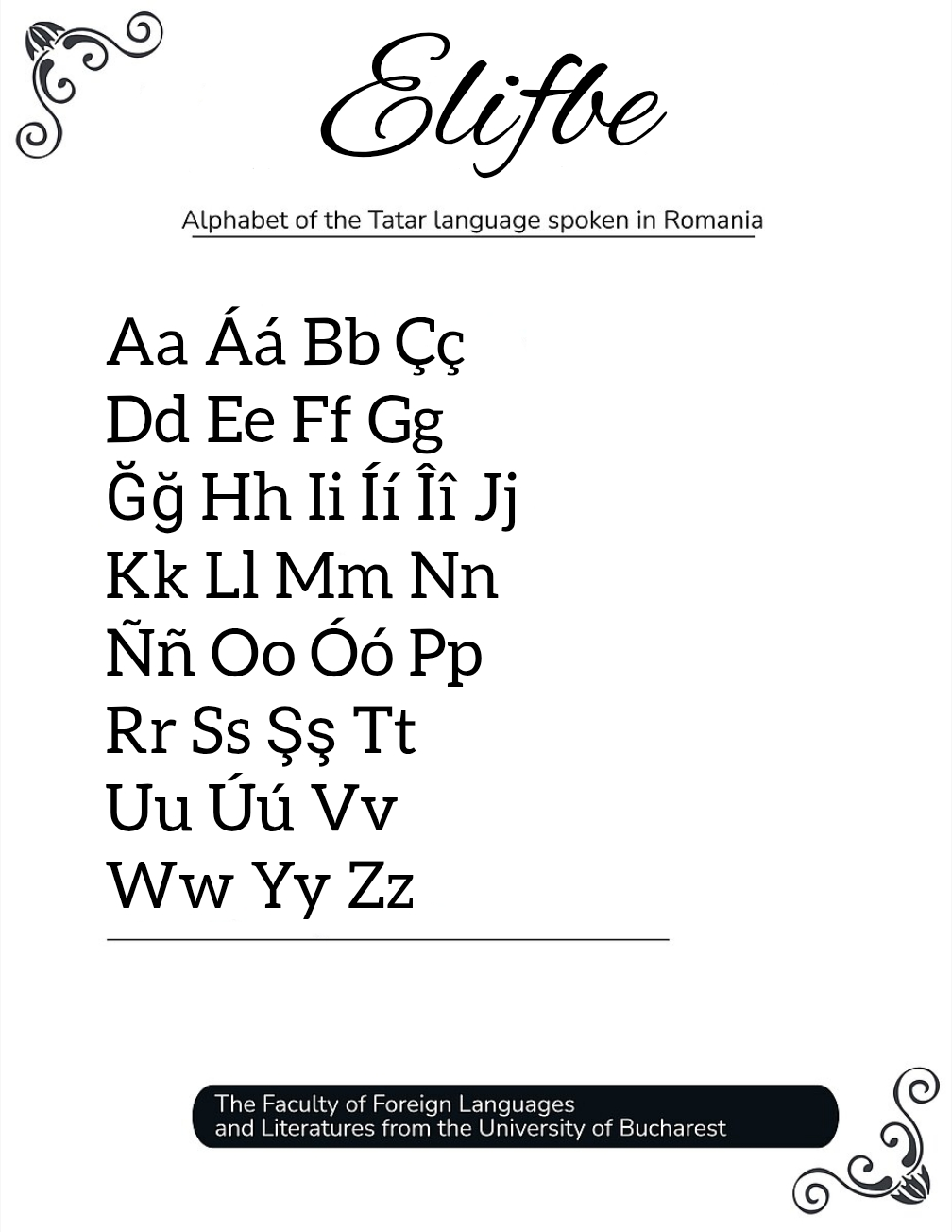
Dieses Alphabet wird von den Tataren in Rumänien verwendet

Dobrudschatatarisch wird hauptsächlich in der lateinischen Schrift geschrieben, aber auch die persoarabische Schrift mit dem Buchstaben „ڭ“ wurde für die Schrift benutzt.
| A a | Á á | B b | Ç ç | D d | E e | F f | G g |
| Ğ ğ | H h | I i | Í í | Î î | J j | K k | L l |
| M m | N n | Ñ ñ | O o | Ó ó | P p | R r | S s |
| Ş ş | T t | U u | Ú ú | V v | W w | Y y | Z z |